# Heracleum albovii
Heracleum albovii là một loài thực vật có hoa trong họ Hoa tán. Loài này được Manden. mô tả khoa học đầu tiên.